# Rheinbrücke in Köln
Rheinbrücke in Köln ist ein expressionistisches Gemälde von Ernst Ludwig Kirchner aus dem Jahre 1914. Es gehört zum Zyklus der Straßenszenen, der von 1913 bis 1915 entstand und zeigt die Kölner Hohenzollernbrücke, von der Deutzer Seite aus gesehen, mit dem bekannten Blick auf die Türme des Kölner Doms. 1921 erwarb es Ludwig Justi für die Neue Abteilung der Nationalgalerie Berlin im Kronprinzenpalais. Heute ist es Bestandteil der Berliner Neuen Nationalgalerie.

## Hintergrund und Geschichte
Das Bild entstand im Mai 1914, als Kirchner in Köln auf Einladung des Mäzens und Kunstsammlers Josef Feinhals war, um für die Ausstellung des Deutschen Werkbunds Wanddekorationen zu malen, an der Feinhals mit seiner Tabakhandlung teilnahm. Feinhals hatte bereits 1912 Kirchners Gemälde Das Boskett – Platz in Dresden gekauft. In Köln stellte Kirchner außerdem drei Radierungen mit ähnlichem Motiv und eine Lithografie des Gemäldes her. Der Ausstellung Entartete Kunst entging das Bild 1937 – im Gegensatz zu vielen anderen Werken Kirchners – nur, weil ein Volontär der Berliner Nationalgalerie, der spätere Kunsthistoriker Wolfgang Schöne, das Gemälde Rheinbrücke in Köln sowie Bilder anderer Maler vor der Beschlagnahmekommission der Nationalsozialisten versteckt und teilweise gegen ähnliche Objekte ausgetauscht haben soll.

## Beschreibung und Deutung
Ausgeführt ist das Gemälde in der Technik Ölmalerei auf Leinwand und hat im Hochformat die Maße 120,5 × 91 cm. Signiert ist es unten rechts mit E. L. Kirchner und trägt die Inventarnummer A II 319 der Nationalgalerie. Auf der Rückseite der Leinwand befindet sich noch ein anderes Gemälde mit dem Titel Mädchen am Strand aus dem Jahr 1913.
Das Bild erfasst genau die nahezu exakte Ausrichtung der damals gerade seit drei Jahren bestehenden Hohenzollernbrücke auf den Dom, der im Hintergrund mit seinem Vierungsturm den Fluchtpunkt der Perspektive bildet. Die Brücke hatte bis 1945 neben der viergleisigen Bahnstrecke noch eine stromaufwärts daneben liegende Straßenbrücke mit Straßenbahnverkehr, auf deren Fußweg zwischen den Brückenbögen die Figuren, eine auffällige Frau in hellrotem Kleid und einem ebensolchen Hut und mehrere Männer am helllichten Tag skizziert dargestellt sind. Die Eisenbahn wird mit einer Dampflokomotive am rechten Rand abgebildet. Am linken Rand sind auf der Fahrbahn weitere Personen zu erkennen. Es sind Figuren, wie sie auch von den Berliner Straßenszenen, besonders dem Gemälde Potsdamer Platz, her bekannt sind.
Kirchner selbst beschreibt sein Verhältnis zur Dynamik der Großstadt mit ihrem Verkehr als „ekstatisch“. Der Rheinübergang am Kölner Dom war bereits kurz vor dem Ersten Weltkrieg eine Engstelle mit hohem Verkehrsaufkommen. Die alte Dombrücke an gleicher Stelle, war dem steigenden Verkehr nicht mehr gewachsen, sie musste durch ein viel größeres Bauwerk ersetzt werden. Aus der Hektik der Großstadt ergibt sich Kirchners skizzenhafter, nervöser Malstil. Die Figuren erscheinen nur als Schemen. Die formale Verdichtung auf das Wesentliche zeigt sich in der Enge der Eisenkonstruktion, deren Bögen im spitzen Winkel aufeinander zuzulaufen scheinen. Der amerikanische Kunsthistoriker und Herausgeber von Kirchners Werkkatalog, Donald Edward Gordon, schreibt über das Gemälde, dass es in der räumlichen Dynamik Parallelen zu den Futuristen gebe. Allerdings nicht in der futuristisch geprägten Fixierung auf die Darstellung des Industriell-Technischen, wie es später bei den ähnlich komponierten Bildern Joseph Stellas, die die New Yorker Brooklyn Bridge zeigen, der Fall ist. Kirchner zeige vielmehr, wie die schmalen Figuren dem Maßstab der Technik unterworfen sind. Ein plötzlicher Tiefenverlauf der Perspektive, bedingt durch die Brückenbögen, bringt die Personen in den bildlichen Vordergrund. Die Farbigkeit des Gemäldes besteht aus feinen Lavendeltönen, die mit einem das Bild dominierenden Grün, außer im Himmel, verwoben sind, was wiederum auf das spätere Bild vom Potsdamer Platz hinweist.

## Provenienz und Ausstellung
Im Jahr 1909 löste Ludwig Justi seinen Vorgänger Hugo von Tschudi als Direktor der Nationalgalerie ab. Er sorgte dafür, dass das klassizistische Kronprinzenpalais Unter den Linden unter dem Namen „Neue Abteilung der Berliner Nationalgalerie“ zu einem Museum für zeitgenössische Kunst umgestaltet wurde. Justi erwarb das Gemälde 1921 für diese Sammlung. Die Ausstellungen zwischen 1919 und 1933 umfassten Werke der französischen Impressionisten und im oberen Stockwerk expressionistische Gemälde von Emil Nolde, Erich Heckel und Kirchner.
Ausstellungen (Auswahl)
- Expressionisten zwischen 1921 und 1933: Nationalgalerie Berlin
- Expressionisten ab Dezember 1954: Nationalgalerie Berlin[9]
- Ernst Ludwig Kirchner: 1880–1938. 29. November 1979 bis 20. Januar 1980: Nationalgalerie Berlin, Staatliche Museen Preußischer Kulturbesitz[1]
  - 9. Februar bis 13. April 1980: Haus der Kunst München
  - 26. April bis 8. Juni 1980: Museum Ludwig in der Kunsthalle Köln
  - 20. Juni bis 10. August 1980: Kunsthaus Zürich
- Rough, Raw and Riotous. 12. März bis 8. Juni 2004: Neue Galerie, Museum of German and Austrian Art in New York[10]
- Moderne Zeiten. 14. Juli 2014 bis 1. Mai 2015: Kunsthalle Würth[11]
- Impressionismus – Expressionismus. Kunstwende. 22. Mai bis 20. September 2015: Alte Nationalgalerie Berlin[12]